# FamilySearch
FamilySearch je nezisková organizace a webová stránka nabízející genealogické záznamy, vzdělávání a software. Je provozována Církví Ježíše Krista Svatých posledních dnů, a je úzce spojena s jejím oddělením rodinné historie. Oddělení rodinné historie bylo původně založeno v roce 1894 jako Genealogic Society of Utah (GSU) a je největší genealogickou organizací na světě.
FamilySearch spravuje sbírku záznamů, zdrojů a služeb navržených tak, aby lidem pomohly dozvědět se více o jejich rodinné historii. Dalším hlavním cílem organizace je usnadnit provádění obřadu mormonské církve pro zesnulé příbuzné. Ačkoli vyžaduje registraci uživatelského účtu, nabízí bezplatný přístup ke svým zdrojům a službám online na FamilySearch.org. FamilySearch navíc nabízí osobní asistenci ve více než 5 100 centrech rodinné historie ve 140 zemích, včetně Family History Library v Salt Lake City v Utahu. Sekce Rodokmen umožňuje přidávat uživatelsky vytvořený obsah do genealogické databáze. K únoru 2021 je ve stromu přes 1,3 miliardy jedinců a databáze historických záznamů obsahuje přes 5,7 miliardy digitálních obrázků, včetně digitalizovaných knih, digitalizovaných mikrofilmů a dalších digitálních záznamů.
Uživatelské prostředí je dostupné v mnoha jazycích včetně češtiny a slovenštiny.